# 詹姆士·唐納文
詹姆士·布里特·唐納文（英語：James Britt Donovan，1916年2月29日—1970年1月19日），生於美國紐約州紐約市布朗克斯，美國海軍軍官、律師與政治人物。
他最為人知的事蹟，是在1960年U-2擊墜事件發生後，負責談判工作，成功將遭到蘇聯俘虜的美國空軍飛行員弗朗西斯·加里·鲍尔斯帶回美國。之后他的谈判下，猪湾事件失败后被古巴关押的1113名囚犯于1962年获释并归国。

## 生平
1945年紐倫堡大審時，唐納文做為助理，協助當時代表美國擔任總檢察官的罗伯特·H·杰克逊。
1960年U-2被苏联击落后，受委于政府负责与苏联进行人质交换谈判工作，成功将飛行员弗朗西斯·加里·鲍尔斯带回美国；并同时让东德释放了被其逮捕的美籍经济学学生弗雷德瑞克·普萊爾。
1962年的夏天，被派去古巴就释放猪湾事件1113名人质被俘事件，同菲德尔·卡斯特罗谈判。
在唐納文的谈判之后，他一共救出了9703名男人、妇女和儿童。
1970年1月19日，唐納文因心臟病於紐約布魯克林區病逝，享年53歲。

## 流行文化
在2015年由史蒂芬·斯皮尔伯格执导、马特·查尔曼和科恩兄弟编剧的電影《間諜橋》中，由汤姆·汉克斯飾演詹姆士·唐納文。

## 作品
- 間諜橋上的陌生人（英語：Strangers on a Bridge）

## 延伸閱讀
- Bigger, Philip J. . Bethlehem: Lehigh University Press. 2006. ISBN 978-0-934-22385-0.